# Светље
Светље (алб. Sfeçël/Laberioni) је насеље у општини Подујево на Косову и Метохији. Атар насеља се налази на територији катастарске општине Светље површине 503 ha. Село Светље се налази на десној страни Лаба, на неколико километара од Подујева. По турском попису из 1455. године у селу је било 55 српских домаћинстава, а записана је и оближња црква Св. Мине са попом и три калуђера. Године 1689. Ђакомо Кантели ди Вињола је на карти „Краљевства Србије“ (Il regno de la Servia) уписао ово село као "Sfitele". Карта се данас чува у Националној библиотеци у Паризу. Средином 18. века у село су почели да се досељавају Албанци. Године 1986. у Светљу је остало још само једно српско домаћинство.

## Демографија
Насеље има албанску етничку већину.
Број становника на пописима:
- попис становништва 1948. године: 765
- попис становништва 1953. године: 812
- попис становништва 1961. године: 954
- попис становништва 1971. године: 1206
- попис становништва 1981. године: 1522
- попис становништва 1991. године: 1790